# Daniel Meyer
Daniel Meyer, född 6 februari 1932, död 16 maj 1998, var grundare och vd för företaget Southwest Technical Products Corp (SWTPC).

## Biografi
Meyer föddes i New Braunfels i Texas och växte upp i San Marcos i Texas. Han tog 1957 examen i matematik och fysik vid Southwest Texas State College (heter idag Texas State University). Efter college gifte han sig med Helen Wentz och paret flyttade till San Antonio. Där fick han anställning som forskningsingenjör hos Southwest Research Institute (SwRI) på deras avdelning för elektronik.
Han började även att skriva hobbyartiklar inom elektronik för olika tidningar. Hans första artikel publicerades i Elektronic World (i maj 1960) och lite senare hade han en artikel i två nummer av Radio-Electronics (under oktober och november 1962). I mars 1963 presenterade tidningen Popular Electronics hans ultraljudlyssningsenhet på sitt omslag. Apparaten omvandlade ultraljud med en frekvens på 38-42kHz till hörbart ljud. 
Meyers hobbyelektronikprojekt krävde ofta ett kretskort eller några specialkomponenter som inte gick att köpa hos den lokala elektronikhandlaren. Tanken var ju att läsarna istället skulle köpa direkt från Dan Meyer. Meyer hade sett affärsmöjligheten i kretskorten och komponenterna som ingick i de populära elektronikprojekten. 
I januari 1964 lämnade Meyer SwRI för att starta ett eget företag för elektronikbyggsatser. Han fortsatte med att skriva artiklar och postade byggsatser till kunderna. Från och med 1965 erbjöd han byggsatser åt andra författare som till exempel Lou Garner. 1967 sålde han en byggsats, "IC-67 Metal Locator", åt Don Lancasters. I början av 1967 flyttade han sitt växande företag från sitt hemmagarage till en ny byggnad på en 12000m2 stor tomt med adressen 219 W. Rhapsody, San Antonio, Texas. Under hösten ombildade Meyer sitt företag, som först hetat Daniel E. Meyer Company (DEMCO), till Southwest Technical Products Corp (SWTPC).
Konceptet att sälja en byggsats baserad på en tidningsartikel har funnits sedan radions barndom. Meyer fulländade dock processen. 1967 hade Popular Electronics sex artiklar skrivna av Dan Meyer och fyra skrivna av Don Lancaster. Sju av det årets förstasidor presenterade byggsatser som såldes av SWTPC. Under åren 1966 till 1971 skrev SWTPC:s författare 64 artiklar av vilket 25 var i Popular Electronics. Don Lancaster hade ensam 23 artiklar varav av tio var förstasidesstoff. 
I november 1972 skrev San Antonio Express-News en artikel om SWTPC, där man berättade att Daniel Meyer hade byggt upp ett postorderföretag från grunden till att bli ett företag med mer än 1 miljon dollar i omsättning på bara sex år. Företaget sände då ut 100 byggsatser per dag från den 1700m2 stora byggnaden.

## Artiklar av Daniel Meyer
| Titel                                                                           | Tidskrift           | Datum    |
| ------------------------------------------------------------------------------- | ------------------- | -------- |
| Low-ripple adapter                                                              | Electronics World   | maj 1960 |
| All-Transistor Stereo Preamp You Can Build                                      | Radio-Electronics   | dec 1960 |
| Low-ripple adapter                                                              | Electronics World   | maj 1960 |
| All-Transistor Stereo Preamp You Can Build                                      | Radio-Electronics   | dec 1960 |
| Transistor Converter for Six Meters                                             | QST                 | dec 1960 |
| Transistor Two-Meter Converter                                                  | QST                 | maj 1961 |
| Stereo Preamp Has Everything (del 1)                                            | Radio-Electronics   | okt 1962 |
| Stereo Preamp Has Everything (del 2)                                            | Radio-Electronics   | nov 1962 |
| Low-Noise Transistor Preamplifier for 50 or 144 Mc                              | QST                 | nov 1962 |
| Ultrasonic Sniffer                                                              | Popular Electronics | mar 1963 |
| Adjustable speech filter                                                        | Popular Electronics | maj 1964 |
| Experimenting with sonar                                                        | Popular Electronics | sep 1964 |
| Bargain page amplifier                                                          | Popular Electronics | okt 1964 |
| Build a miniature R/Ceiver                                                      | Popular Electronics | apr 1965 |
| FM wireless microphone                                                          | Popular Electronics | maj 1965 |
| R/C transmitter                                                                 | Popular Electronics | jun 1965 |
| Latest Transistor Power Amplifier Designs                                       | Radio-Electronics   | okt 1965 |
| Reverb for your car                                                             | Popular Electronics | feb 1966 |
| Build the ultrasonic omni-alarm                                                 | Popular Electronics | apr 1966 |
| Build CB audio leveler                                                          | Popular Electronics | feb 1967 |
| Build the two-by-two stereo preamplifier                                        | Popular Electronics | mar 1967 |
| Build the mule box [converter to increase CB talk power]                        | Popular Electronics | mar 1967 |
| Getting the most from your CB rig [tuning your transmitter]                     | Popular Electronics | apr 1967 |
| Build the mini-verb [improved reverb circuit suitable for stereo hi-fi rigs]    | Popular Electronics | maj 1967 |
| Build the Beachcomber                                                           | Popular Electronics | jul 1967 |
| Build L'il Tiger Stereo Power Amplifier                                         | Popular Electronics | dec 1967 |
| Build an electronic reverb-b-b adapter [electronically generated reverberation] | Popular Electronics | jan 1968 |
| M/M/M instrument amplifier                                                      | Popular Electronics | apr 1968 |
| Build the Sonolite                                                              | Popular Electronics | maj 1968 |
| Build the FET preamp                                                            | Popular Electronics |          |
| Tigers that roar                                                                | Popular Electronics | jul 1969 |
| Build the homesteader                                                           | Popular Electronics | okt 1969 |
| One-step motion detector [ultrasonic intruder alarm]                            | Popular Electronics | mar 1970 |
| Assembling a universal tiger [power amplifier]                                  | Popular Electronics | okt 1970 |
| Assemble a digital measurements lab [20-MHz frequency counter module]           | Popular Electronics | nov 1970 |
| Assemble the Popular Electronics digivista                                      | Popular Electronics | dec 1970 |
| Assemble the Six-Digit Digi-Vista (part 2)                                      | Popular Electronics | jan 1971 |
| Time-period module for the digital measurements lab                             | Popular Electronics | jan 1971 |
| Ultimate decimal counter                                                        | Popular Electronics | feb 1971 |
| Build the five forty power amplifier                                            | Popular Electronics | maj 1971 |
| Digital thermometer module for the digital measurements lab                     | Popular Electronics | jun 1971 |
| Plastic tiger audio power amplifier                                             | Popular Electronics | okt 1971 |
| Digital volt-ohmmeter plug-in module                                            | Popular Electronics | mar 1972 |
| Build a 175-MHz prescaler                                                       | Popular Electronics | apr 1972 |
| Build 4-channel power amplifier                                                 | Radio-Electronics   | mar 1973 |
| Build 4-Channel Power Amplifier (Tiger.01), conclusion                          | Radio-Electronics   | apr 1973 |
| Tigersaurus: build this 250-watt hi-fi amplifier                                | Radio-Electronics   | dec 1973 |
| Build Digicolororgan                                                            | Radio-Electronics   | okt 1976 |